# 페이턴 엘리자베스 리
페이턴 엘리자베스 리(영어: Peyton Elizabeth Lee, 2004년 5월 22일 ~ )는 미국의 배우이다. 디즈니 채널 TV 시트콤 《앤디 맥》의 주인공 앤디 맥으로 출연한다. 아버지가 중국인인 중국계 미국인이다.